# Далримпл, Джон, 2-й граф Стэр
Джон Далримпл, 2-й граф Стэр (англ. John Dalrymple, 2nd Earl of Stair; 20 июля 1673, Эдинбург, Шотландия — 9 мая 1747, Эдинбург, Шотландия) — британский военный деятель, дипломат, по происхождению шотландец, фельдмаршал (18 марта 1742 года).

## Военная карьера
Несмотря на то, что Джон родился в Эдинбурге (Шотландия), детство и юность он провел в Нидерландах, где некоторое время посещал Лейденский университет. Однако когда в апреле 1689 году Вильгельм III Оранский стал королём Шотландии, Далримпл вернулся домой, и в 1707 году был избран одним из 16-ти шотландских представительных пэров избранных в новый Парламент Великобритании.
Во время Войны за Испанское наследство командовал бригадой; принимал участие в осаде Лилля, а позже в битве при Мальплаке. Стал помощником Джона Черчилля, 1-го герцога Мальборо и, в 1709 году, был назначен посланником при дворе короля Польши и курфюрста Саксонского Августа Сильного.
В 1712 году был произведен в чин полного генерала за военные успехи.
Однако когда король Великобритании Георг I вступил на престол, Далримпл был назначен посланником во Францию. На протяжении 5 лет его шпионы эффективно противодействовали многочисленным интригам якобитов. В 1729 году Далримпл был назначен Вице-адмиралом Шотландии (Vice Admiral of Scotland), но был смещен с этой должности в 1733 году, главным образом из-за противодействия принятию Excise Bill of 1733, который активно продвигал Премьер-министр Великобритании Роберт Уолпол.
В 1742 году, когда Уолпол покинул пост Премьер-министра, Далримпл был произведен в фельдмаршалы и назначен командующим «прагматической» армией, посланной на континент для совместных действий с ганноверской и австрийской армиями во время Войны за Австрийское наследство.
Граф состоял почетным полковником нескольких полков британской армии, включая полк Grey Dragoons (теперь Royal Scots Greys).